# Пертви, Шон
 Шон Карл Ро́ланд Пе́ртви (англ. Sean Carl Roland Pertwee; род. 4 июня 1964[…], Лондон, Англия, Великобритания) — британский актёр кино, телевидения и озвучивания.

## Биография
Шон Пертви родился в Лондоне у Ингеборг (урождённая Ингеборг Рёса, немка по происхождению) и Джона Пертви, в семье, уже много десятилетий связанной с искусством, шоу-бизнесом и богемой. Он младший брат Дариэль Пертви (род. 1961), британской телеактрисы, внук актёра и драматурга Роланда Пертви (17 мая 1885 — 26 апреля 1963), племянник драматурга и сценариста Майкла Пертви (24 апреля 1916 — 17 апреля 1991), и дальний родственник актёра Билла Пертви, (род. 1926), троюродным братом которого был его дед. Отцом Шона был Джон Пертви, который прославился как третий по счёту исполнитель главной роли в культовом британском сериале «Доктор Кто».
Обучение Шон Пертви начал на Ивисе, где тогда проживала его семья, в школе при коммуне хиппи. Однако после возвращения в Англию, из-за трудностей с адаптацией к более строгим порядкам или просто с возрастом, с учёбой стали возникать затруднения, в том числе дисциплинарного плана. Не последнюю роль играло и то, что Джон Пертви активно снимался на ТВ, и растущая слава отца, с одной стороны, привлекала к сыну всеобщее внимание, а с другой — заставляла чувствовать себя отодвинутым в тень.

Это был мой способ сорвать злость из-за вечного пребывания в тени Доктора Кто. Я отчаянно хотел, чтобы меня любили ради меня самого, и панк был моим миром, где я был Шони, а не сын Джона.
Оригинальный текст (англ.)It was my way of expressing my anger at being in the shadow of Dr Who. I was desperate to be liked for myself and punk was my world where I was Seany, rather than Jon’s son.
— Sunday Times (UK), 03.07.1994
Шон трижды исключался из разных школ. В том числе Шон учился в Теддингтонской школе для мальчиков (Брум-роуд, Теддингтон). Присутствие его отца, известного актёра, на школьных праздниках и торжественных мероприятиях способствовало популяризации школы. Покинув очередной колледж («Санбери»), Пертви решил, тем не менее, не отступать от семейной традиции и поступил в знаменитую театральную школу Олд Вик в Бристоле, которую окончил в 1986 году.
В подростковом возрасте Пертви увлёкся панк-роком и даже состоял в панк-группе «King Kurt», которой, в частности, рисовал обложки для альбомов. В 1983 году после одного из выступлений группы Пертви был задержан полицией за нарушение общественного порядка и получил 18 месяцев условно.

### Карьера
После окончания «Олд Вик» Пертви три года гастролировал в составе Королевской шекспировской труппы. В это же время он начинает сниматься, исполняя небольшие роли в кино и на ТВ («Навострите ваши уши», «Пуаро Агаты Кристи», телесериале «Законник» и т. п.), и в конце концов уходит из театра, предпочтя сцене экран. Одной из лучших его ролей того времени стала роль в дебютном фильме Пола Андерсона Шоппинг, на съёмочной площадке которого произошло знакомство Пертви с другим дебютантом, Джудом Лоу, и будущей женой Джуда — Сэди Фрост. А в 1995 г. вышел фильм Синий сок, первая британская кинокартина про сёрфинг, где Пертви впервые сыграл главную роль. Как и Шоппинг, Синий сок не имел коммерческого успеха, однако со временем отношение к этим фильмам изменилось, и теперь многие считают их культовыми.
В 1997 году группа молодых актёров, в которую входили, помимо Пертви, его друзья Джуд Лоу, Сэди Фрост, Юэн Макгрегор и Джонни Ли Миллер, основала собственную кинокомпанию «Натуральный нейлон» Natural Nylon, целью которой было снимать независимое кино.

— Мы были слишком наивны, — говорит Шон. — Людям нравилось, что мы держимся все вместе. Считалось, что это круто, но такое отношение и мешало нам достичь цели — а целью было снимать хорошие, качественные фильмы.
Оригинальный текст (англ.)We were so naive. People liked the fact we hung out together. They thought that was groovy and it defeated the object, which was to make good quality films.
— Contact Music, 08.10.2003
В компанию входили также продюсеры Брэдли Адамс Архивная копия от 20 апреля 2012 на Wayback Machine и Деймон Брайант Архивная копия от 13 июля 2011 на Wayback Machine. Но, несмотря на творческий потенциал и большие планы, компания, как собственными силами, так и в совместном производстве, выпустила всего несколько фильмов (в том числе «Экзистенция», «Одержимый», «Убить короля», «Окончательный монтаж», «Небесный Капитан и мир будущего»). Все пятеро партнёров были востребованными актёрами и много снимались, отчего времени на собственные проекты не хватало; а когда двое из них, Лоу и Макгрегор, стали суперзвёздами, кинокомпания окончательно пришла в упадок и в 2003 году ликвидировалась.

Кинокомпания «Natural Nylon» <...> прекратила своё существование вскоре после его ухода. Ходили слухи о закулисных ссорах из-за финансов и фильмов, запущенных в производство.
— Не было никаких раздоров, — твёрдо говорит Юэн. — Ни малейших. Я ушёл просто потому, что больше не имел для этого времени. Я постоянно отсутствовал, работал и был, по сути, просто именем на бумаге.
Оригинальный текст (англ.)Natural Nylon <…> folded soon after he left, amid rumours of behind-the-scenes rows over finances and the films being produced.
"There was no animosity, " Ewan stresses. «None at all. I left because I didn’t have any time to commit to it any more. I was always away working, so I was merely a name on a bit of paper.»
— Из интервью Юэна Макгрегора Джону Хискоку (Нью-Йорк), "Mirror", 05.06.2003
Кроме того, голос Пертви часто звучит за кадром рекламных роликов и документальных телефильмов британского ТВ. В 2005 году журнал Campaignпризнал его «лучшим рекламным голосом», включив в «горячую дюжину» наиболее популярных и востребованных актёров-озвучателей.
Персонажи, которых играет Пертви, часто погибают. В интернете даже существует серия клипов с наиболее впечатляющими сценами смерти, вырезанными из его фильмов, под общим названием «Sean Pertwee must live».
В 2009 году, когда из сериала «Доктор Кто» ушёл очередной исполнитель главной роли (Дэвид Теннант), Пертви считался одним из кандидатов на роль, которую в итоге получил Мэтт Смит.
В 2010 году Шон Пертви снялся в предвыборном рекламном ролике Лейбористской партии.
Шон Пертви много снимается по сей день, отдавая предпочтение таким жанрам как триллер и фантастика:

Я часто играю жестких типов, бандитов, но сам я совершенно не такой.
Оригинальный текст (англ.)I play a lot of hard men and gangsters and I’m not like that at all.
— The Independent (UK), 26.02.2008

### Семья
Пертви женат на визажистке Джеки Хэмилтон-Смит, дочери Энтони Хэмилтон-Смита, третьего барона Колвина.
Свадьба состоялась 12 июня 1999 года в Палате лордов (членом которой является лорд Колвин, представитель Консервативной партии). Мисс Хэмилтон-Смит вела активную светскую жизнь и, не будучи актрисой или моделью, тем не менее, была небезызвестна и в богемных кругах — в частности, как бывшая подруга поп-звезды Робби Уильямса, помогавшая тому преодолеть алкогольную и наркотическую зависимость. Свадьба праздновалась широко и стала громким событием; на ней присутствовали не только друзья и партнёры Пертви по «Натуральному нейлону», но такие известные в мире шоу-бизнеса фигуры как Джейд Джаггер, Кейт Мосс, Нелли Хупер, Ноэль Галлахер, Роберт Карлайл, Голди и др.
В конце 2001 года Джеки родила двоих сыновей-близнецов, Альфреда и Гилберта. Однако из-за того, что роды произошли значительно раньше срока, в апреле 2002 года Гилберт умер. Альфред, названный в честь английского короля Альфреда Великого, является большим поклонником сериала «Доктор Кто», который прославил его деда, и уже заявлял в школе о своём намерении тоже стать актёром.

Моя жизненная философия в двух словах — старайся быть счастливым.
Оригинальный текст (англ.)In a nutshell, my philosophy is… Try to be happy. 
— The Independent, 26.02.2008

## Фильмография
| Год       |     | Русское название                       | Оригинальное название                          | Роль                               |
| --------- | --- | -------------------------------------- | ---------------------------------------------- | ---------------------------------- |
| 1987      | ф   | Навострите ваши уши                    | Prick Up Your Ears                             | друг Ортона                        |
| 1989      | с   | Пуаро Агаты Кристи                     | The King Of Clubs                              | Ронни Огландер                     |
| 1989      | с   | Катастрофа                             | Casualty                                       | PC Nick Johns                      |
| 1990      | с   | Законник                               | Chancer                                        | Джейми Даглас                      |
| 1990      | с   | Шоу Гарри Энфилда                      | Harry Enfield’s Television Programme           | Dont’s Son-in-Law                  |
| 1990      | док | Трагедия рейса 103: Взгляд изнутри     | The Tragedy of Flight 103: The Inside Story    | Оливер Кох                         |
| 1990      | с   | Улика                                  | Cluedo                                         | Ричард Форрест                     |
| 1991      | тф  |                                        | Coping with Cupid                              |                                    |
| 1991      | тф  |                                        | Trauma                                         | юноша на станции                   |
| 1991      | с   | Шеф                                    | The Chief                                      | детектив сержант Кевин Пауэрс      |
| 1991      | с   | Кларисса                               | Clarissa                                       | Джек Белфорд                       |
| 1991      | ф   | Лондон убивает меня                    | London Kills Me                                | немецкий турист                    |
| 1991      | с   | Леон-свиновод                          | Leon the Pig Farmer                            | Кит Чедвик                         |
| 1992      | с   | Virtual Murder                         | Virtual Murder                                 | Мэтт Андреас                       |
| 1992      | с   | Приключения молодого Индианы Джонса    | The Young Indiana Jones Chronicles             | капитан Хайнц                      |
| 1992      | с   | Тайны Рут Ренделл                      | The Ruth Rendell Mysteries                     | детектив сержант Барри Вайн        |
| 1992      | с   | Boon                                   | Boon                                           | Девид Кеннеди                      |
| 1993      | ф   | Дети свинга                            | Swing Kids                                     | гестаповец                         |
| 1993      | с   | Peak Practice                          | Peak Practice                                  | Фрэнсис Баррат                     |
| 1993      | ф   | Грязный уикенд                         | Dirty Weekend                                  | Тихий                              |
| 1994      | тф  |                                        | Without Walls: For One Night Only: Errol Flynn | Дэвид Нивен                        |
| 1994      | с   | Хроники брата Кадфаэля                 | Cadfael                                        | Хью Берингар                       |
| 1994      | ф   | Шоппинг                                | Shopping                                       | Томми                              |
| 1995      | с   | A Touch of Frost                       | A Touch of Frost                               | Дазза Скотт                        |
| 1995      | ф   | Удостоверение                          | I.D.                                           | Мартин                             |
| 1995      | ф   | Синий сок                              | Blue Juice                                     | ДжейСи                             |
| 1996      | с   | Телохранители                          | Bodyguards                                     | Ян Уоррелл                         |
| 1995      | тф  | Смертельный рейс                       | Deadly Voyage                                  | Йон                                |
| 1997      | ф   | Сквозь горизонт                        | Event Horizon                                  | Смит                               |
| 1998      | тф  | Макбет                                 | Macbeth                                        | Макбет                             |
| 1998      | ф   | Стиснув зубы                           | Stiff Upper Lips                               | Джордж                             |
| 1998      | ф   | Мумия: Принц Египта                    | Tale of the Mummy                              | Брэдли Кортес                      |
| 1998      | ф   | Солдат                                 | Soldier                                        | Мейс                               |
| 1999      | ф   | Five Seconds to Spare                  | Five Seconds to Spare                          |                                    |
| 1999      | с   | Клеопатра                              | Cleopatra                                      | Марк Брут                          |
| 1999      | тф  | Истории подземки                       | Tube Tales                                     | водитель                           |
| 2000      | ф   | Лондонские псы                         | Love, Honour and Obey                          | Шон                                |
| 2000      | ф   | 7 дней до смерти                       | Seven Days to Live                             | Мартин Шоу                         |
| 2000      | с   | Operation Good Guys                    | Operation Good Guys                            | лидер                              |
| 2000      | с   | Сотворение мира                        | In the Beginning                               | Айзек                              |
| 2001      | с   | Cold Feet                              | Cold Feet                                      | Марк Кьюбитт                       |
| 2000      | ф   | Формула 51                             | The 51st State aka Formula 51                  | детектив Вирджил Кейн              |
| 2002      | ф   | Псы-воины                              | Dog Soldiers                                   | сержант Гарри Уэллс                |
| 2002      | ф   | Эквилибриум                            | Equilibrium                                    | отец                               |
| 2002      | с   | Julius Caesar                          | Julius Caesar                                  | Тит Лабиен                         |
| 2003      | с   | Воскрешая мёртвых                      | Waking the Dead                                | Карл Маккензи                      |
| 2004      | тф  | A Bear's Christmas Tail                | A Bear’s Christmas Tail                        | Ричард Хеннерсон                   |
| 2005      | ф   | The Last Drop                          | The Last Drop                                  | сержант Билл Макмиллан             |
| 2005      | ф   | The Adventures of Greyfriars Bobby     | The Adventures of Greyfriars Bobby             | Дункан Смити                       |
| 2005      | тф  | The Prophecy: Uprising                 | The Prophecy: Uprising                         | Дани Симонеску                     |
| 2005      | с   | A Bear's Tail                          | A Bear’s Tail                                  | Ричард Хед                         |
| 2005      | ф   | Гол!                                   | Goal!                                          | Барри Ранкин                       |
| 2006      | с   | Мисс Марпл: Перст указующий            | Marple: The Moving Finger                      | доктор Оуэн Гриффитс               |
| 2006      | ф   | Дикость                                | Wilderness                                     | Джед                               |
| 2006      | с   | Древний Рим: Расцвет и падение империи | Ancient Rome: The Rise and Fall of an Empire   | Юлий Цезарь                        |
| 2006      | с   | Когда искушает зло                     | When Evil Calls                                | The Janitor                        |
| 2007      | ф   | Гол 2: Жизнь как мечта                 | Goal II: Living the Dream                      | Барри Ранкин                       |
| 2007      | ф   | Тринадцатый этаж                       | Botched                                        | Грозный                            |
| 2007      | с   | Тюдоры                                 | Tudors, The                                    | дядя короля Генриха                |
| 2007      | ф   | Dangerous Parking                      | Dangerous Parking                              | Рей                                |
| 2008      | с   | Честность                              | Honest                                         | Эд Бейн                            |
| 2008      | ф   | Судный день                            | Doomsday                                       | доктор Тальбот                     |
| 2008      | с   | Молокососы                             | Skins                                          | преподаватель Симон                |
| 2008      | ф   | Хроники мутантов                       | Mutant Chronicles                              | капитан Натан Рукер                |
| 2008      | с   | Не та дверь                            | Wrong Door                                     | различные персонажи                |
| 2008      | док | Путешествие на край Вселенной          | Journey to the Edge of the Universe            | рассказчик                         |
| 2009      | тф  |                                        | Trapped                                        | Алан                               |
| 2009      | тф  | In Passing                             | In Passing                                     | офицер Мэйбрик                     |
| 2010      | тф  | Four                                   | Four                                           | детектив                           |
| 2010      | тф  | Just for the Record                    | Just for the Record                            | сэнсэй                             |
| 2010      | тф  | 4.3.2.1.                               | 4.3.2.1.                                       | мистер Ричардс                     |
| 2010      | тф  | Devil's Playground                     | Devil’s Playground                             | Роб                                |
| 2010      | с   | Закон и порядок: Лондон                | Law & Order: UK                                | Джош Притчард                      |
| 2010      | с   | Лютер                                  | Luther                                         | Терри Линч                         |
| 2011      | тф  | 4-й Рейх                               | 4th Reich, The                                 | Cpt. Bathurst                      |
| 2011      | тф  | Manor Hunt Ball                        | Manor Hunt Ball                                | Grimes                             |
| 2011      | тф  |                                        | Walk Like a Panther                            | Тони Смит                          |
| 2011      | с   | Камелот                                | Camelot                                        | Эктор                              |
| 2012      | ф   | Голая бухта                            | фин. Vuosaari (англ. Naked Harbour)            | Роберт                             |
| 2012      | ф   | Вторжение извне                        | U.F.O.                                         | бродяга                            |
| 2013      | с   | Элементарно                            | Elementary                                     | Лестрейд                           |
| 2013      | с   | Пуаро Агаты Кристи                     | Глупость мертвеца                              | Джордж Стаббс                      |
| 2013      | ф   | Алан Партридж: Альфа Отец              | Alan Partridge: Alpha Papa                     | Стив Стаббс                        |
| 2013      | кор | (Почти) Пять Докторов: Перезагрузка    | The Five(ish) Doctors Reboot                   | в роли себя                        |
| 2014—2019 | с   | Готэм                                  | Gotham                                         | Альфред Пенниуорт                  |
| 2014      | с   | Мушкетёры                              | The Musketeers                                 | Сарацин                            |
| 2015      | ф   | Вой                                    | Howl                                           | машинист Тони                      |
| 2019      | с   | Блудный сын                            | Prodigal Son                                   | Оуэн Шэннон (серия «Silent Night») |
| 2020      | с   | Бледный конь                           | The Pale Horse                                 | Инспектор Лежён (2 серии)          |
| 2020      | с   | Успеть за две недели                   | Two Weeks to Live                              | Джимми (2 серии)                   |
| 2020      | ф   | Проклятие ведьмы                       | The Reckoning                                  | Муркрофт                           |
| 2022      | ф   | Приглашение                            | The Invitation                                 | мистер Филдс                       |
| 2023      | с   | Ты                                     | You                                            | Вик (3 серии)                      |
| 2024—2025 | с   | Безмолвный свидетель                   | Silent Witness                                 | инспектор Джон Флинн (4 серии)     |
| 2024      | с   | Ночной разговор                        | The Night Caller                               | Лоуренс Брайтуэй (4 серии)         |
| 2024      | ф   | Герцогиня                              | Duchess                                        | Дэнни Освальд                      |

### Озвучка видеоигр
| Год  | Название                              | Роль                  |
| ---- | ------------------------------------- | --------------------- |
| 2002 | Shadow Man: 2econd Coming             | Асмодей               |
| 2002 | Medieval: Total War                   | рассказчик            |
| 2003 | Primal                                | принц Джаред          |
| 2003 | Medieval: Total War - Viking Invasion | рассказчик            |
| 2003 | Warhammer 40,000: Fire Warrior        | губернатор Северус    |
| 2003 | Gladiator: Sword of Vengeance         | Инвикт Тракс          |
| 2004 | Killzone                              | полковник Грегор Хаха |
| 2008 | Fable II                              | Saker                 |
| 2009 | Killzone 2                            | полковник Маел Радек  |
| 2010 | Fable III                             | Saker                 |
| 2012 | PlayStation All-Stars Battle Royale   | полковник Маел Радек  |
| 2013 | Assassin's Creed IV: Black Flag       | Питер Чемберлейн      |

## Интересные факты
- Фамилия Пертви имеет французское происхождение и является англизированной версией фамилии de Perthuis de Laillevault, которую ещё носил дед актёра, несмотря на то, что родился в Англии[14].
- В возрасте пяти лет он получил предложение сыграть Маленького Принца в одноимённом англо-американском киномюзикле, где главную роль должен был исполнить Фрэнк Синатра (хотя впоследствии его заменил Ричард Кили). Однако съёмки велись в пустыне, и потому маленький Шон отказался от участия[15]. Вместо него в фильме снялся Стивен Уорнер[англ.].
- Для съёмок в фильме Синий сок Пертви, ранее не занимавшемуся сёрфингом, пришлось овладеть этим видом спорта — причём, по словам инструктора, с большим успехом[16].
- По словам самого Пертви, он не любит водить машину, предпочитая мотоцикл, зато любит путешествовать и готовить[17][18]. Кроме того, он хорошо рисует и в своё время освоил профессию мультипликатора[19].
- Шон Пертви с женой входили в число тех представителей британской и американской богемы, с которыми подружился в начале 2000-х годов принц Эндрю, герцог Йоркский, второй сын правящей королевы Елизаветы II и принца Филиппа. Эта дружба породила множество спекуляций в бульварной прессе и вызвала большое недовольство королевской четы[20].
- В феврале 2011 года Пертви открыл в Лондоне арт-галерею[21].